# Bernard Leene

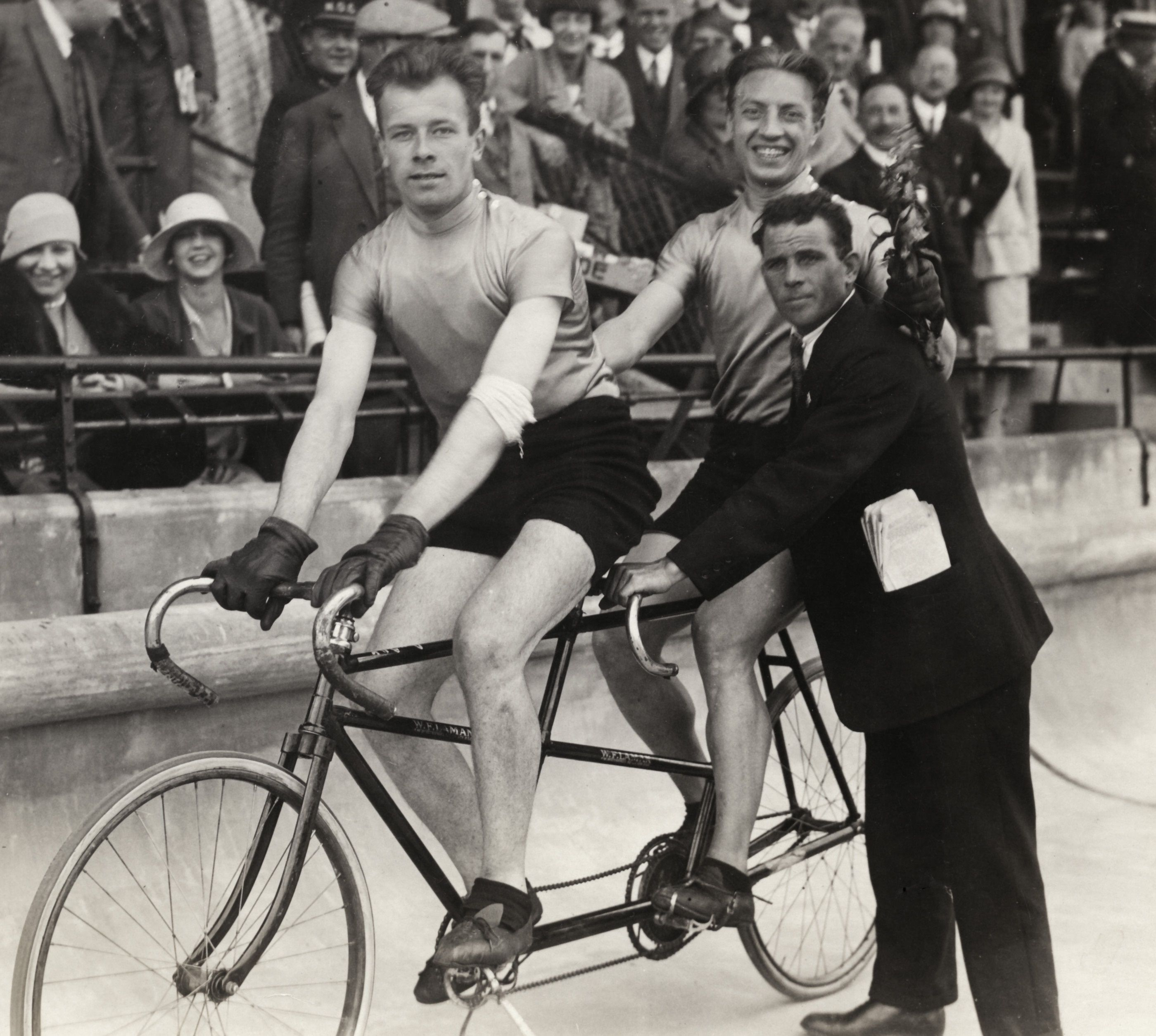
Daan van Dijk en Bernard Leene (1928)

Bernardus Petrus (Bernard) Leene (Den Haag, 15 februari 1903 – 24 november 1988) was een Nederlands wielrenner.

## Carrière
Hij kwam uit een wielergezin; zijn vier broers waren ook wielrenners. De meest succesvolle was de oudste, Gerard, die in de tijd van Piet Moeskops tot de internationale sprintelite behoorde. Maar Bernard is het meest bekend gebleven, door zijn succes uit 1928. Toen won hij op de Olympische Spelen in Amsterdam goud op de tandem, samen met Daan van Dijk. Na hun overwinning reden zij een ereronde door het Olympisch Stadion. Omdat er kennelijk niet aan een bosje bloemen gedacht was, plukte Leene een pol gras uit het veld waarmee hij tijdens de ereronde naar het publiek zwaaide.
Andere aansprekende resultaten van Bernard Leene waren de bronzen medaille, die hij in 1925 haalde bij het Wereldkampioenschap sprint, en het zilver, andermaal op de tandem, nu samen met Hendrik Ooms, bij de Olympische Zomerspelen 1936 in Berlijn.
De "gouden" tandem van Leene en Van Dijk was te bewonderen in het Nederlands Sportmuseum Olympion in het Olympisch Stadion.
1908: André Auffray & Maurice Schilles ·
1920: Thomas Lance & Harry Ryan ·
1924: Jean Cugnot & Lucien Choury ·
1928: Daan van Dijk & Bernard Leene ·
1932: Louis Chaillot & Maurice Perrin ·
1936: Carl Lorenz & Ernst Ihbe ·
1948: Renato Perona & Ferdinando Terruzzi ·
1952: Russell Mockridge & Lionel Cox ·
1956: Anthony Marchant & Ian Browne ·
1960: Giuseppe Beghetto & Sergio Bianchetto ·
1964: Sergio Bianchetto & Angelo Damiano ·
1968: Pierre Trentin & Daniel Morelon ·
1972: Igor Zjelovalnikov & Vladimir Semenets
- Bibliothèque nationale de France: cb16696861r (data)
- Virtual International Authority File: 316738058